# Sporco
Sporco è il terzo album in studio del rapper italiano Vacca, pubblicato il 18 maggio 2010 dalla Universal Music Group.

## Descrizione
Il disco è stato prodotto interamente dal beatmaker Big Fish e presenta pesanti influenze di musica elettronica e un largo uso dell'Auto-Tune.

## Tracce
1. Sporco – 3:19
2. In ritardo – 3:27
3. Illegale – 3:06
4. Un altro bicchiere – 3:09
5. Sai che io ho (feat. Entics) – 3:22
6. Miliardo (feat. Ensi) – 4:17
7. Tu dici che – 3:35
8. Non mi conosci – 3:27
9. La la la la (feat. Daniele Vit) – 3:56
10. Sogni – 3:23
11. Nessuno ci vuol credere – 4:04
12. Dimmi di sì – 3:12
13. Ballare – 4:06

## Classifiche
| Classifica (2010) | Posizione massima |
| ----------------- | ----------------- |
| Italia            | 11                |